# Государственный камерный оркестр Республики Абхазия
Государственный камерный оркестр Республики Абхазия (до 1998 года — Государственный симфонический оркестр Абхазии) — симфонический оркестр, расположенный в Сухуме, в Республике Абхазия. Основной концертной площадкой оркестра является Абхазская государственная филармония.

## История
Оркестр был основан в 1930-х годах благодаря усилиям талантливого музыканты и энтузиаста К. Ковача, который стал первым дирижёром новообразованного коллектива. На основе абхазского музыкального фольклора, собираемого композитором, появлялись произведения, составлявшие наряду с классикой репертуар оркестра, а в концертной деятельности симфонического оркестра активное участие принимали студенты Абхазского государственного музыкального техникума — вокалисты и инструменталисты.
Также для работы в оркестре по приглашению председателя Совнаркома Абхазии Н. Лакоба из городов Москвы и Ленинграда приезжали профессиональные музыканты, а дирижировал оркестром в этот период народный артист СССР Одиссей Димитриади, определяя его творческое направление. Репрессии 1937 года вынудили К. Ковача уехать и коллектив распался.
Возрождение деятельности оркестра связано с именем Шалвы Горгадзе, который восстановил коллектив симфонического оркестра при Сухумском музыкальном училище и способствовал продвижению Л. Джергения, который с 1957 по 1971 годы являлся художественным руководителем и главным дирижёром оркестра.
В 60-х годах им была осуществлена постановка оперы З. П. Палиашвили «Даиси» при участии хоровой капеллы и солистов Абхазской филармонии.
В 1969 году симфонический оркестр получил статус государственного.
С 1971 года коллективом руководил заслуженный деятель искусств Абхазии, дирижёр Яшар Иманов. В основной репертуар оркестра входили произведения абхазских композиторов: А. Чичба, Р. Гумба, Т. Аджапуа, П. Петрова, Л. Чепелянского и других. Оркестр находится также в тесном контакте с солистами Абхазской государственной филармонии — народными артистами Абхазии Л. Логуа, Б. Амичба, А. Авидзба, Т. Кокоскир, заслуженной артисткой Ж. Бумбуриди и др. В этот период в Абхазии впервые была поставлена опера Д. Верди «Травиата». Дирижировали оперой заслуженный деятель России Г. Дмитряк и заслуженный деятель искусств Абхазии А. Хагба.
В 1979 году Министерство культуры возвращает в Абхазию первого абхазского дирижёра Льва Григорьевича Джергения, где необходимы его высокопрофессиональные знания и опыт. Им заново был составлен репертуар Государственного симфонического оркестра, где наряду с классикой присутствовала современная абхазская симфоническая музыка.
В 1980-е годы впервые состоялась постановка абхазской оперы Д. Шведова «Аламыс» (дирижёр — Л. Джергения, режиссёр-постановщик — заслуженный деятель искусств Д. Кортава).
С 1986 года до начала грузино-абхазской войны 1992—1993 годов дирижёрами Государственного симфонического оркестра также являлись заслуженные деятели искусств Абхазской АССР Вячеслав Айба и Анатолий Хагба.
В 1994 году за мужество, проявленное в Отечественной войне народа Абхазии Вячеслав Айба был награждён медалью «За отвагу».
Однако, в результате войны был полностью потерян исполнительский состав симфонического оркестра, нотный архив, в связи с чем в 1998 году он был преобразован в Государственный камерный оркестр Республики Абхазия, а художественным руководителем и главным дирижёром назначен Вячеслав Айба. Из-за отсутствия помещения, по решению дирижёра, репетиции оркестра проводились в разбитой Сухумской лютеранской церкви, которая была восстановлена только в 2002 году на пожертвования немецкой церкви из Баден-Бюртенберга (Юг Германии) и за счёт средств немецкой фирмы «Crupp».
С 2003 года Айба В.М. совмещает работу в качестве дирижёра в Государственном камерном оркестре и Государственной хоровой капелле Абхазии, уступив полномочия художественного руководителя и главного дирижёра, вернувшемуся на Родину первому абхазскому оперно-симфоническому дирижёру, Народному артисту Абхазии — Л. Г. Джергения. Но спустя всего полгода он ушёл из жизни в возрасте 74 лет, а руководить оркестром продолжил Анатолий Хагба.
В 2010 году главным дирижёром назначен Давид Терзян.
В 2012 году новым художественным руководителем Государственного камерного оркестра Абхазии была назначена Елена Хагба.
В 2014 году приказом Министра культуры и охраны историко-культурного наследия Республики Абхазия Э.Арсалия, полномочия Художественного руководителя переходят главному дирижёру , народному артисту Республики Абхазия Давиду Терзяну.

## Художественные руководители и дирижёры
| Годы        | Дирижёр                       | Худ.руководитель        | Комментарии |
| ----------- | ----------------------------- | ----------------------- | ----------- |
| 1930—1937   | Одиссей Димитриади            | Константин Ковач        |             |
| 1957—1971   | Лев Джергения                 | Шалва Горгадзе          |             |
| 1971—1979   | Я. Иманов                     |                         |             |
| 1979—1986   | Лев Джергения, Анатолий Хагба | Лев Джергения           |             |
| 1986—1992   | Анатолий Хагба, Вячеслав Айба | Анатолий Хагба          |             |
| 1998 — 2003 | Вячеслав Айба                 | Вячеслав Айба           |             |
| 2003        | Лев Джергения                 | Лев Джергения           |             |
| 2003 — 2010 | Анатолий Хагба                | Анатолий Хагба          |             |
| с 2010      | Давид Терзян                  | Е.А Хагба, Д. В. Терзян |             |